# Piotr Bieńkowski

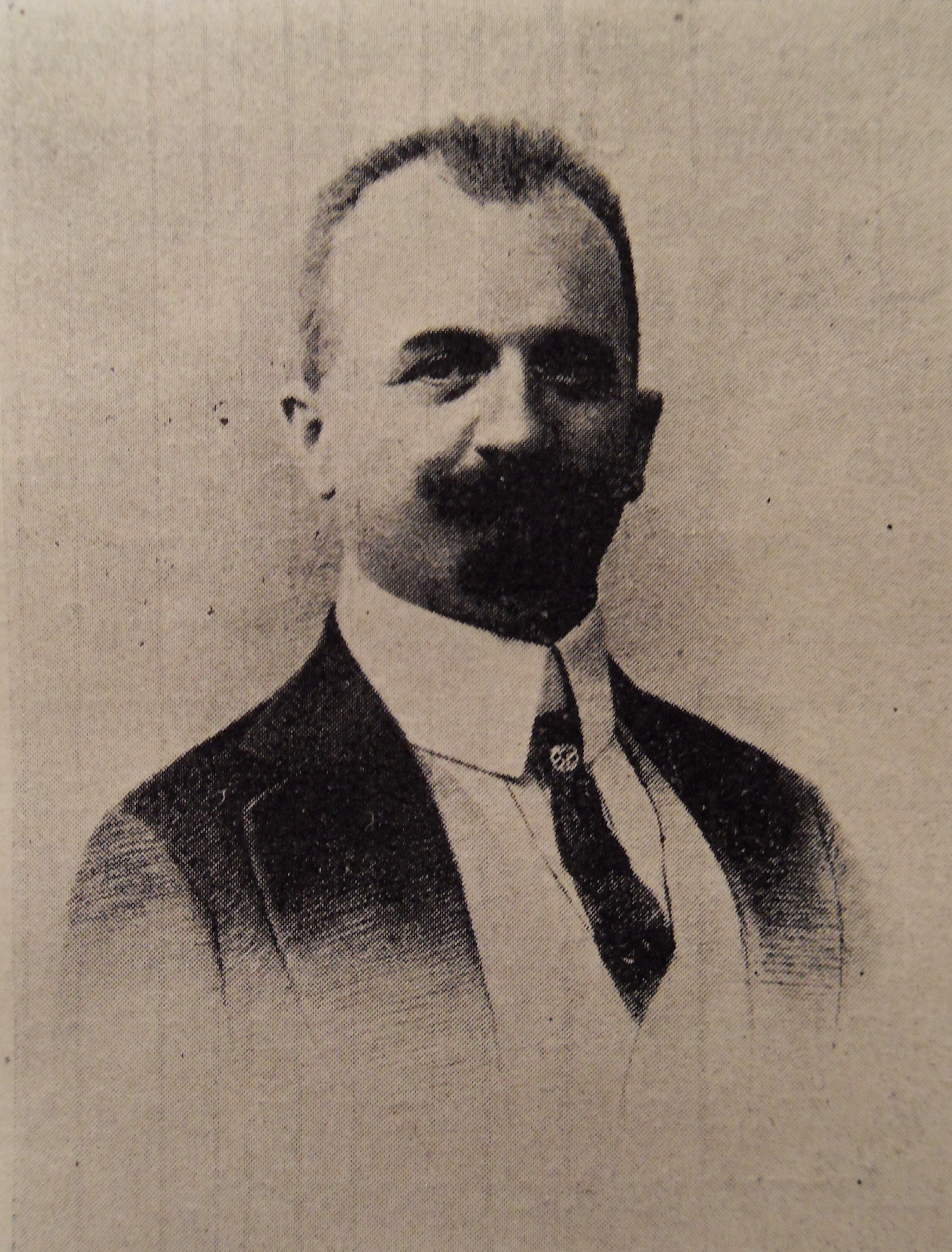
Piotr Bieńkowski

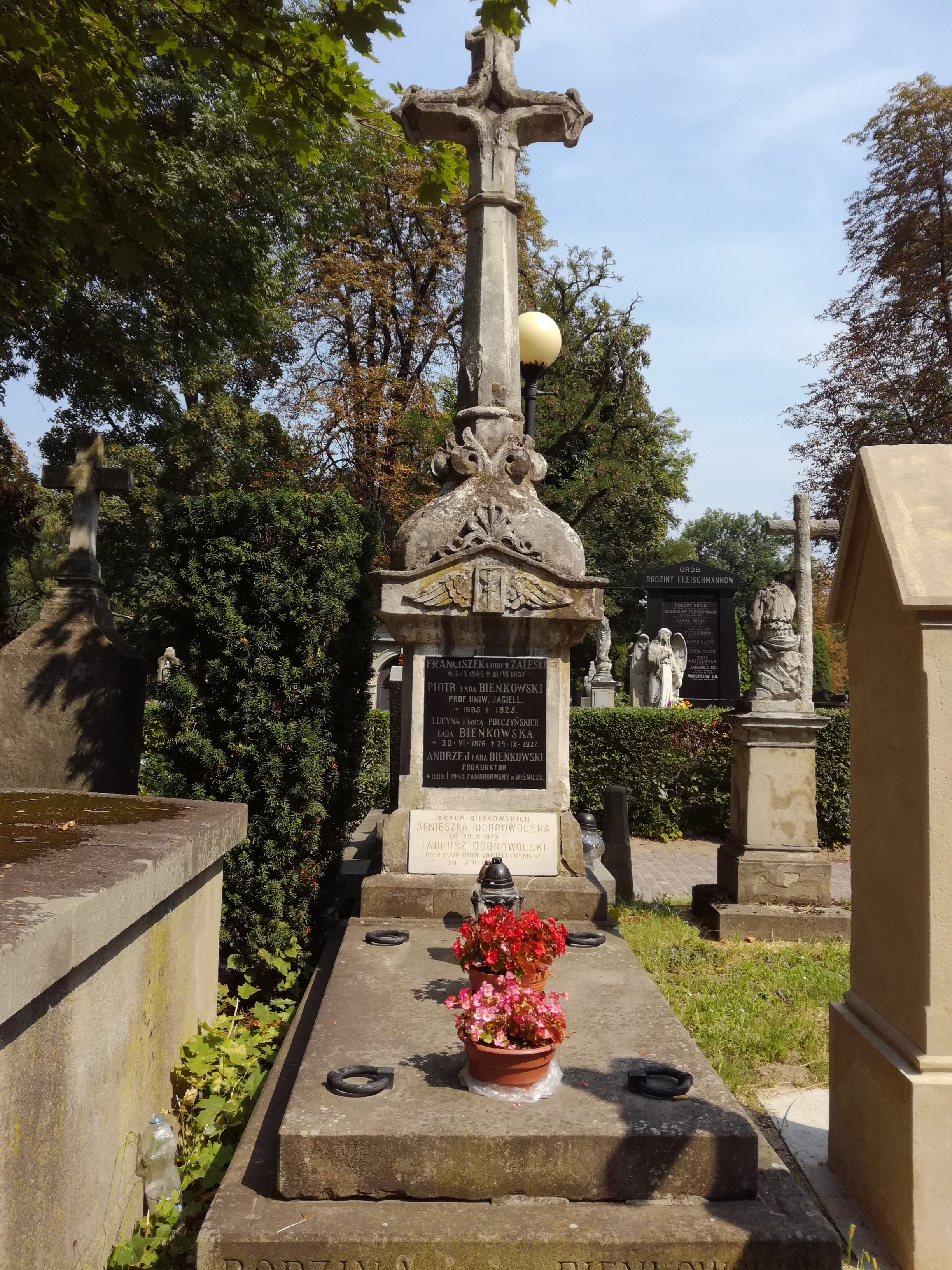
Grab auf dem Friedhof Rakowicki in Krakau

Piotr Bieńkowski, vollständig Piotr Ignacy Bieńkowski h. Łada, (* 28. April 1865 in Romanówka bei Brody, Galizien; † 10. August 1925 in Chylin) war ein polnischer Klassischer Archäologe.

## Leben
Piotr Bieńkowski, aus einer Adelsfamilie stammend, besuchte das Franz-Joseph-Gymnasiums in Lemberg und studierte von 1882 bis 1886 Klassische Philologie und Geschichte an der Universität Lemberg, anschließend an der Universität Berlin, u. a. bei Theodor Mommsen. 1888 wurde er in Lemberg promoviert. Er setzte seine Studien in Wien bei Otto Benndorf und an den Abteilung Rom und Athen des Deutschen Archäologischen Instituts fort. 1883 wurde er an der Universität Krakau habilitiert und dort 1897 außerordentlicher Professor, 1901 ordentlicher Professor. Er begründete in Krakau den ersten Lehrstuhl für Klassische Archäologie an einer polnischen Universität.
1902 wurde er Korrespondent des K.k. Central-Commission zur Erforschung und Erhaltung der Baudenkmale für Galizien. Er war Mitglied der Polska Akademia Umiejętności und nahm als deren Vertreter 1910/11 an einer österreichischen Grabung unter der Leitung von Hermann Junker in el-Kubania teil und leitete dort die Ausgrabung eines koptischen Klosters.
Wissenschaftliche Grundlagenarbeit leistete er mit seinen Studien zur Darstellung von „Barbaren“ in der antiken Kunst („Corpus barbarorum“). Weiter forschte er vor allem auf den Gebieten der antiken Plastik und Keramik.

## Veröffentlichungen (Auswahl)
- De simulacris barbararum gentium apud romanos. Corporis barbarorum prodromus. Krakau 1900 (Digitalisat; Titel lateinisch, Text parallel deutsch und polnisch).
- Die Darstellungen der Gallier in der hellenistischen Kunst. Wien 1905 (Digitalisat).
- Les celtes dans les arts mineurs gréco-romains. Avec des recherches iconographiques sur quelques autres peuples barbares. Krakau 1928 (Digitalisat).